# Rhabdogaster rustica
Rhabdogaster rustica là một loài ruồi trong họ Asilidae. Rhabdogaster rustica được Oldroyd miêu tả năm 1974. Loài này phân bố ở vùng nhiệt đới châu Phi.